# Keeler (cráter)

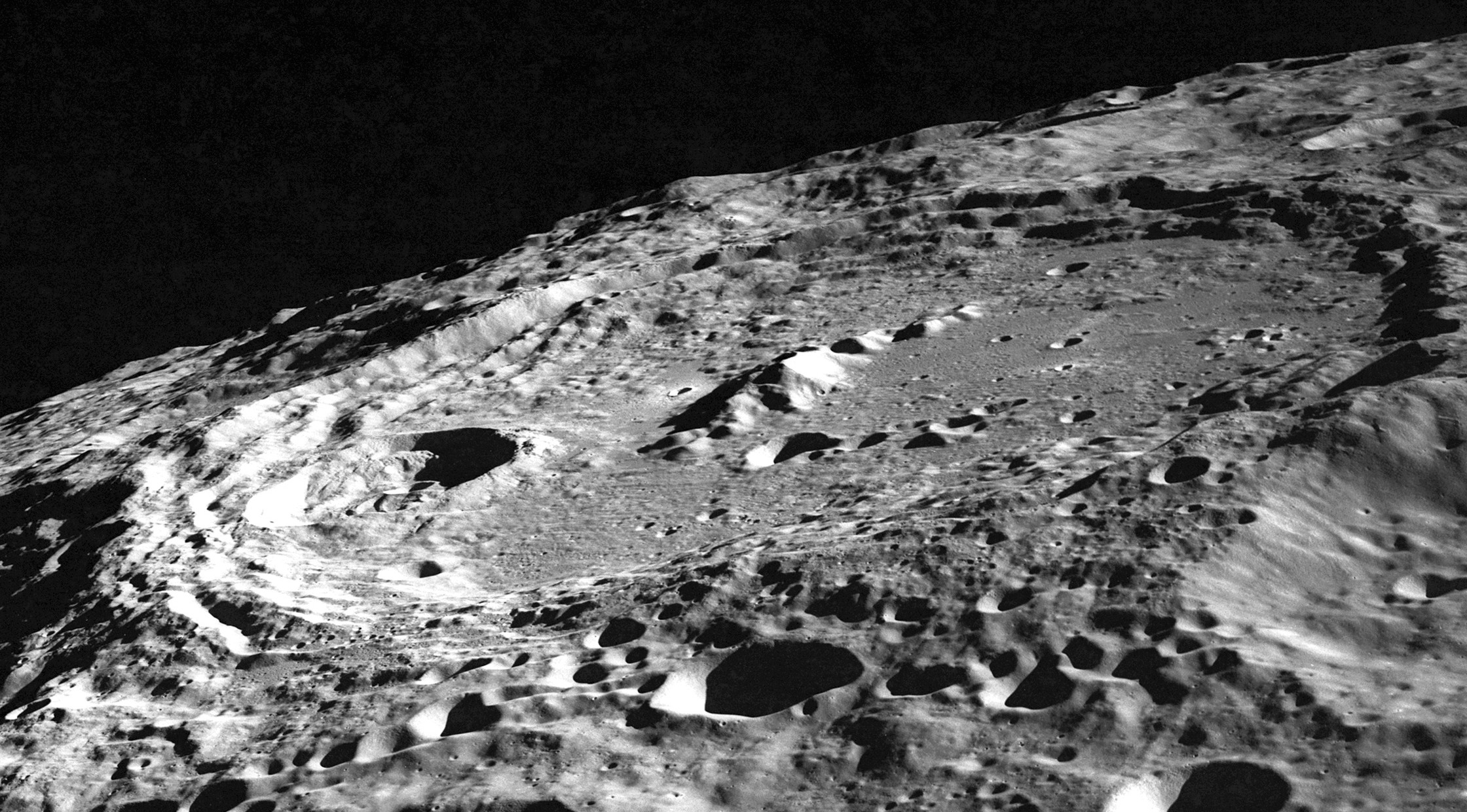
Fotografía de la misión Apolo 10

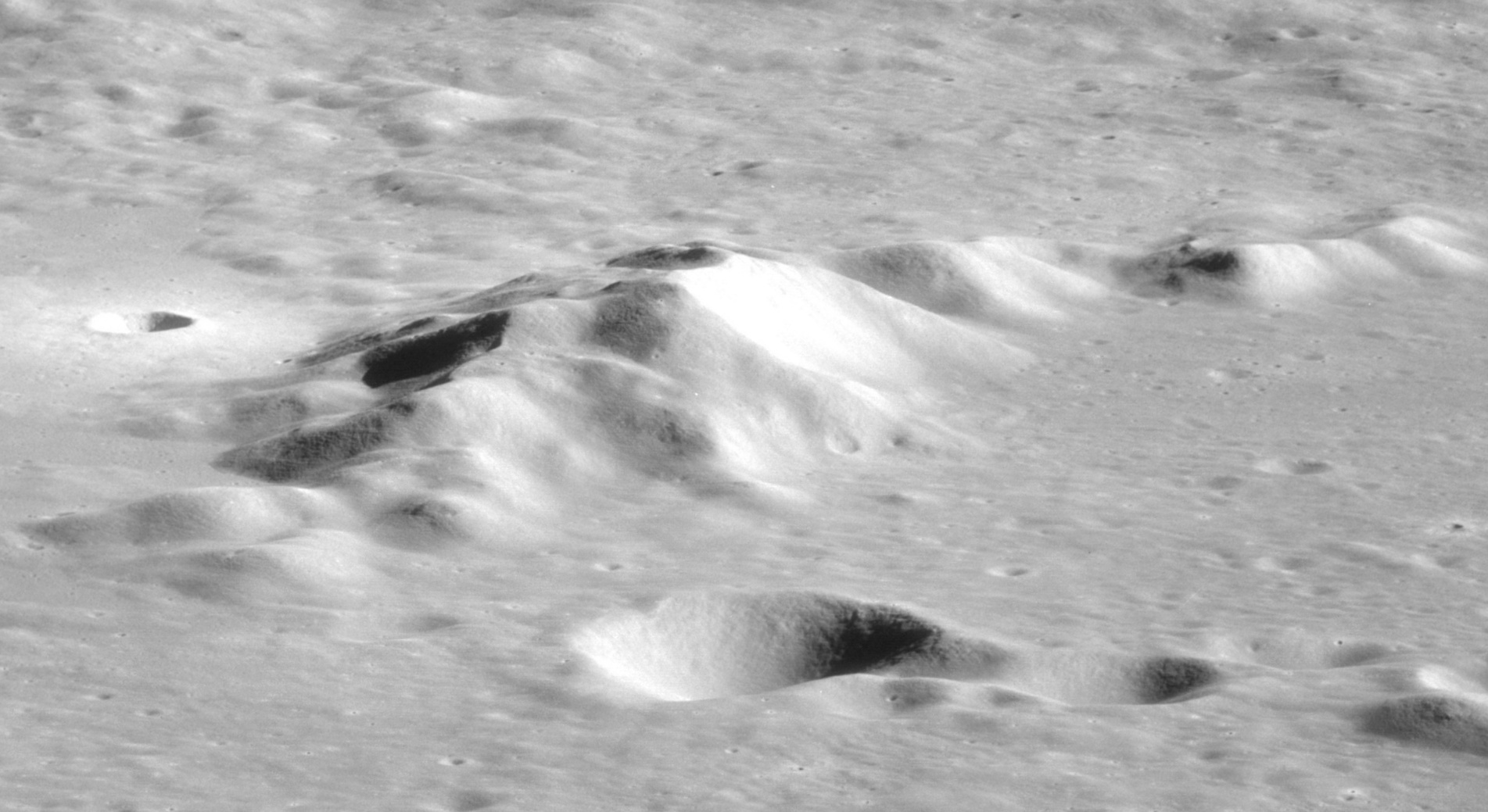
Fotografía de la misión Apolo 11

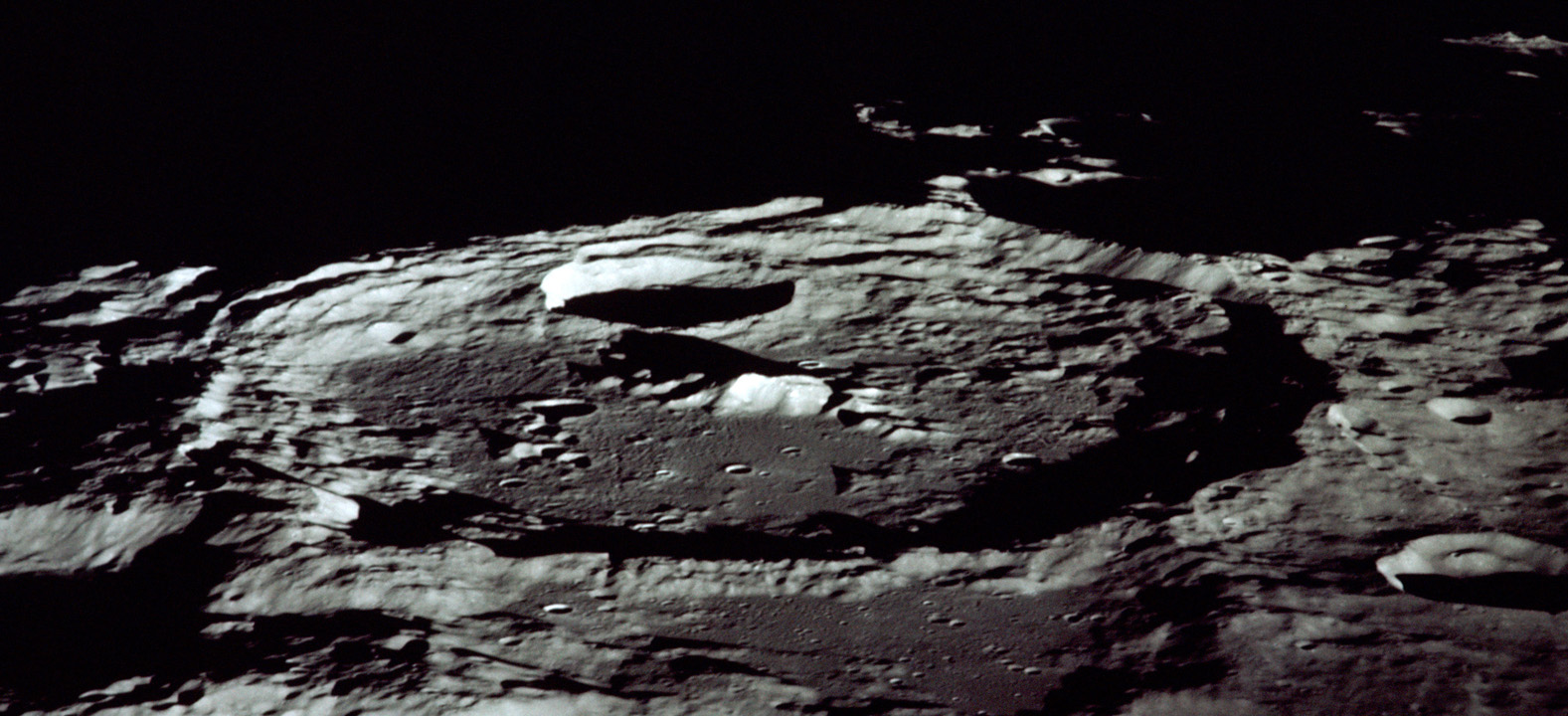
Vista oblicua de Keeler desde el Apolo 13 con luz rasante (en el terminador)

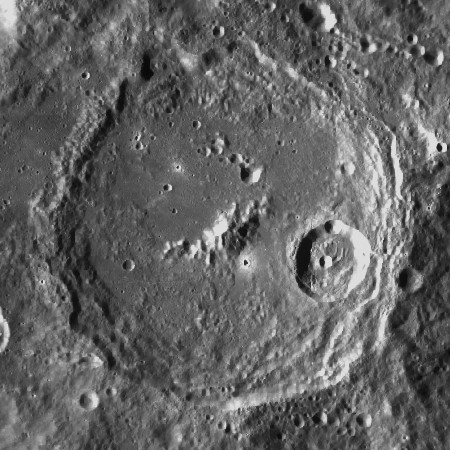
Fotografía de la misión Lunar Reconnaissance Orbiter

Keeler es un gran cráter de impacto que se encuentra en la cara oculta. Está conectado en su borde oriental con Heaviside, una llanura amurallada de dimensiones similares. Keeler, sin embargo, es la más reciente de las dos formaciones, con rasgos más claramente delineados. Al noreste de Keeler se encuentra el cráter más pequeño Stratton, y al noroeste se localiza Ventris.
El borde exterior de Keeler es aproximadamente circular, con un segmento recto donde se une a Heaviside. La parte norte del brocal es más irregular, con una protuberancia hacia el norte-noroeste. Las porciones de la pared interna tienen una estructura aterrazada, especialmente en la mitad sur. Dentro del interior del cráter, se encuentra Planté, adyacente a la pared interior. Presenta una cresta interior que se extiende desde el punto medio hacia el oeste-suroeste. El suelo aparece generalmente nivelado, con algunas áreas irregulares al sur. Algunos pequeños cráteres marcan la llanura interior.
|  |

Las mediciones con el instrumento reflectómetro electrónico a bordo del Lunar Prospector mostraron que este cráter es uno de varios lugares de impacto que muestran desmagnetización. En el centro de este cráter se registra una lectura magnética inusualmente baja, que se extiende hacia fuera hasta aproximadamente un diámetro y medio del cráter. Los científicos creen que el propio impacto que generó el cráter es la causa de este fenómeno.
Antes de recibir su nombre actual, Keeler fue llamado "Cráter 302" por la UAI.

## Cráteres satélite
Por convención estos elementos son identificados en los mapas lunares poniendo la letra en el lado del punto medio del cráter que está más cercano a Keeler.
|        | \| Keeler \| Coordenadas \| Diámetro \| \| ------ \| ------------------------------- \| -------- \| \| L \| 13°18′S 163°12′E / -13.3, 163.2 \| 71 km \| \| S \| 11°24′S 158°00′E / -11.4, 158.0 \| 30 km \| \| U \| 9°06′S 156°54′E / -9.1, 156.9 \| 29 km \| \| V \| 8°54′S 158°18′E / -8.9, 158.3 \| 53 km \| |          |
| Keeler | Coordenadas | Diámetro |
| L      | 13°18′S 163°12′E / -13.3, 163.2 | 71 km    |
| S      | 11°24′S 158°00′E / -11.4, 158.0 | 30 km    |
| U      | 9°06′S 156°54′E / -9.1, 156.9 | 29 km    |
| V      | 8°54′S 158°18′E / -8.9, 158.3 | 53 km    |